# Universidad Nacional de Ruanda
La Universidad nacional de Ruanda(en francés,  Université nationale du Rwanda  ) es la principal universidad estatal de Ruanda. Esta universidad sufrió durante el genocidio y se cerró de 1994 a 1995. 